# Яой

Серце Томаса (1974) — перша манґа в жанрі яой

Яой (яп. やおい) — жанр манґи та аніме, який зображає гомосексуальні стосунки між персонажами чоловічої статі.
Саме слово «yaoi» є акронімом від яп. 「ヤマなし、オチなし、意味なし」 (Yama nashi, ochi nashi, imi nashi), тобто — «Немає кульмінації, немає кінцівки, немає сенсу». Цей термін був створений наприкінці 1970-х років манґаками Саката Яасуко та Хацу Акіко і став популярним з 1980-х років. Це слово, особливо серед фуджьоші (жінок-фанаток яою), також часто розшифровується як Yamete, oshiri ga itai (яп. やめて お尻が 痛い, укр. Припини, мій зад болить!).
В Японії для позначення цього типу продукції часто використовується термін любов хлопців (яп. ボーイズラブ боідзу рабу).
Яой — суто японське явище, яке не має світових аналогів. Виникнення цього жанру шьоджьо-манґи пов'язано з тим, що традиційна японська культура вважала абсолютно неприпустимим для дівчини бути ініціатором романтичних відносин. Молода японка могла лише приймати чи не приймати чоловічі залицяння. Це істотно обмежувало художні можливості шьоджьо-манґи, для якої активна жіноча поведінка було особливо цікава.
Тому дві молоді манґаки Мото Хаґіо та Кейко Такемія в манзі «Серце Томаса» (1974) вигадали незвичайний вихід зі становища — зобразити як ініціатора романтичних відносин хлопця — пасивного гомосексуала, надавши йому жіночу зовнішність та характер. Адже чоловіча гомосексуальність ніколи не вважалася в Японії особливо злочинною, а деякими класиками самурайської літератури (зокрема й автором знаменитого трактату «Приховане в листі» Цунетомо Ямамото) навіть наголошувався обов'язковим елементом життя справжнього воїна.
В аніме яой, як окремий різновид хентаю, з'явився в 1987 році, коли вийшла OAV Kaze to ki no uta за мотивами класичної манґи Кейко Такемії. На відміну від самої манґи, аніме культурною подією не стало, оскільки було лише ілюстрацією манґи, призначеної виключно для її прихильників.
Яой принципово відрізняється від створеної на Заході жіночої художньої літератури про чоловічу гомосексуальність. Якщо такі письменниці як Мергеріт Юрсенар або Карсон МакКаллерс зашифровували в описах чоловіків-гомосексуалів свою бісексуальність або лесбійство, то творці яою «вписували» до нього нові соціальні відносини, які виникли в повоєнному японському суспільстві і не мають жодного стосунку до «нестандартної» орієнтації. Тому абсолютно невірно називати яой гей-манґою. Навпаки, деякі японські ґей-організації послідовно виступають проти нього як «спотворення реальних образів та поведінки японських гомосексуалів».

## Аудиторія
Слід звернути увагу, що яой як жанр спрямований насамперед на гетеросексуальних жінок. Справжні японські гомосексуали зазвичай негативно ставляться до яою, оскільки вважають, що стосунки показані в ньому абсолютно нереалістичні і він лише спотворює уявлення громадськості про гомосексуалів. Проте серед японок яой користується постійним успіхом.
Сама поява жанру пояснюється такими феноменами як толерантне (чи точніше байдуже) ставлення до гомосексуальних стосунків і одночасне табуювання стосунків між чоловіками та жінками. У традиційній японській культурі в любовних стосунках жінка не могла проявляти ніякої ініціативи. Показовим є факт, що навіть гейші не могли самі запропонувати інтимні стосунки клієнту, і в разі якщо їм хтось подобався, вони мали використовувати спеціальні знаки. Подібне обмеження на прояв жіночої ініціативи в любовних стосунках украй ускладнювало створення сюжетів для улюблених жінками романтичних жанрів. Саме тому виникла ідея замінити жінок, які мають мовчати, на чоловіків, які могли проявляти ініціативу. Пізніше, з емансипацією жінок в японському суспільстві, початкова потреба створення жанру відпала. Однак до того часу яой вже цілком склався і був добре розробленим жанром зі своїми канонами, шаблонами та шанувальницями. Акцент змістився з неможливих для жінок стосунків, на показ стосунків вродливих чоловіків-красенів, бішьоненів. Слід зауважити, що в японській культурі ідеальним коханцем та зразком чоловічої краси вважається саме тендітний, елегантний, жінкоподібний юнак.

## Персонажі
Персонажі яоя діляться на три великі групи — пасивні, активні і ті, що змінюють статеві ролі. Останні трапляються доволі рідко. Активні персонажі називаються «семе» (seme, від semeru — «нападати»). Пасивні персонажі називаються «уке» (uke, від ukeru — «приймати»).
Найбільш поетичні любительки яоя використовують також слова «тенші» (tenshi — «ангел») для позначення пасивного персонажа і «акума» (akuma — «демон») для позначення активного персонажа, оскільки любов ангелів і демонів — дуже популярний сюжет яоя. Жанр, що оповідає про таку любов, називається «тенші-ай» (tenshi ai — «ангельська любов»).
Ініціатором відносин може бути як «уке», так і «семе». Останній варіант зустрічається частіше, зате перший є канонічним для комерційного яою.
При створенні аніме визначення того, хто з персонажів буде пасивним, а хто — активним, зазвичай не ґрунтується на характерах персонажів. Набагато частіше застосовується «Правило росту» — активним стає високий персонаж, а пасивним — низький. У тих випадках, коли дуже хочеться зобразити високого персонажа як «уке», його «занижують».
В яої немає меж для забороненого і неможливого. Постійно зустрічаються різні форми садомазохізму та інцесту. Іноді дія переноситься в альтернативну реальність.
В яої зазвичай не буває «щасливого кінця». Відносини між персонажами або закінчуються смертю одного з них, або трагічним розривом. Це, з одного боку, протест проти зумовленостей хеппі-енда звичайної манґи, з іншого боку — віддзеркалення неоднозначності відношення до одностатевої любові в японській культурі.